# Комарян
 Тази статия е за селото в Сярско.  За селото в Берско, вижте Кумария.  
Комарян, още Комаряни или Кумаре (на гръцки: Κουμαριά, Кумаря, до 1927 Κουμάργιαννη, Кумаряни), е село в Република Гърция, дем Сяр, област Централна Македония с 533 жители (2001).

## География
Селото се намира в Сярското поле, югозападно от град Сяр (Серес), на левия бряг на Струма.

## История

### Етимология
Според Йордан Н. Иванов името е жителско име от *Kumarjane, *Kumarjani, което е от местното име *Комар от комар. Сравнимо е селищното име Комарево.

### В Османската империя
През XIX век и началото на XX век Комарян е селище, числящо се към Сярската каза на Османската империя. В „Етнография на вилаетите Адрианопол, Монастир и Салоника“, отразяваща статистика от 1873 година, Комарен (Komaren) има 30 домакинства със 102 жители българи.
В 1891 година Георги Стрезов определя селото като част от Овакол и пише:
| „ | Кумаргия, на СЗ от Агова махала, на едно разстояние по-малко от 1 час. десния бряг на Струма, на същия ред като споменатото село. Разположено е също тъй при десния бряг от Струма. На И от селото се простира гъста гора на 1 час разстояние. Пътят е същият: равен, но тинест. 60 къщи, юруци. | “ |

Според статистиката на Васил Кънчов („Македония. Етнография и статистика“) от 1900 година Кумаре брои 360 жители, всички турци.

### В Гърция
През Балканската война в 1912 година селото е освободено от части на българската армия, но след Междусъюзническата война остава в Гърция. В 1926 година името на селото е променено на Кумаря, но официално промяната влиза в регистрите в следващата 1927 година. В селото са заселени гърци бежанци. В 1928 година селото е представено като смесено местно-бежанско със 104 бежански семейства и 480 жители общо.
В 1952 година на основите на по-стар храм е построена църквата „Свети Николай“.
| Име        | Име        | Ново име  | Ново име   | Описание                                           |
| ---------- | ---------- | --------- | ---------- | -------------------------------------------------- |
| Караджакия | Καρατζάκια | Мавро     | Μαυρότοπος | местност на СЗ от Комарян, по левия бряг на Струма |
| Сал Парча  | Σάλ Παρτσά | Елевтерон | Ελεύθερον  |                                                    |
| Дисина     | Δίσινα     | Дромаки   | Δρομάκι    |                                                    |